# Valentin Inzko
Valentin Inzko (n. 22 mai 1949, Klagenfurt, Austria) este un diplomat austriac care a servit ca Înalt Reprezentant pentru Bosnia și Herțegovina în perioada 1 martie 2009 - 31 iulie 2021. Din 2009 până în 2011, a ocupat și funcția de reprezentant special al Uniunii Europene pentru Bosnia și Herțegovina.